# Arnarstapi
Arnarstapi ist ein kleiner Fischerort in der Gemeinde Snæfellsbær auf der Halbinsel Snæfellsnes im Westen Islands.

## Lage

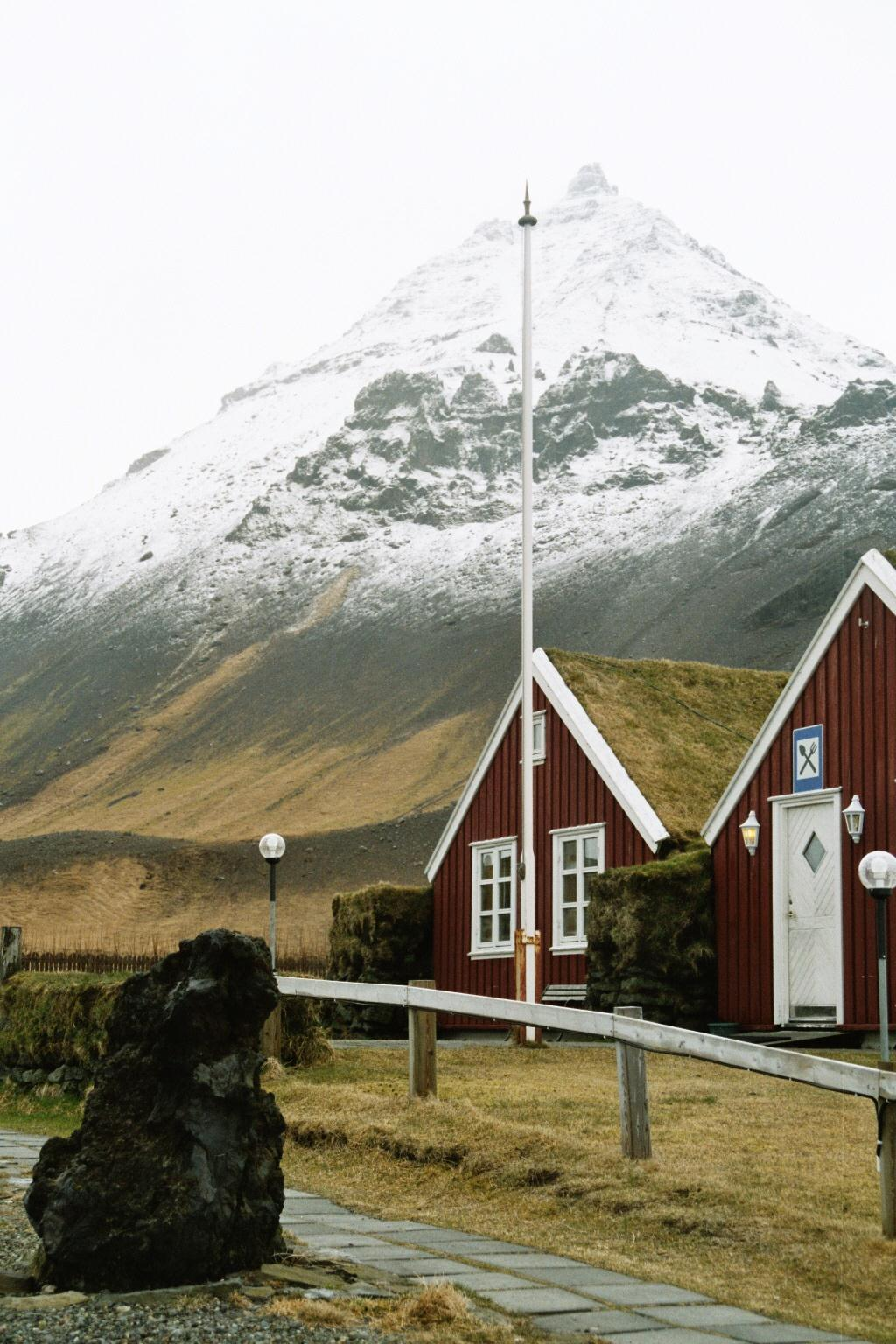
Häuser in Arnarstapi

Arnarstapi befindet sich an der äußersten Westspitze von Snæfellsnes etwas östlich von Hellnar. Der zum Vulkansystem des Snæfellsjökull zählende Berg Stapafell (dt. „Der verstopfte Berg“) beherrscht den Ort.

## Geographie

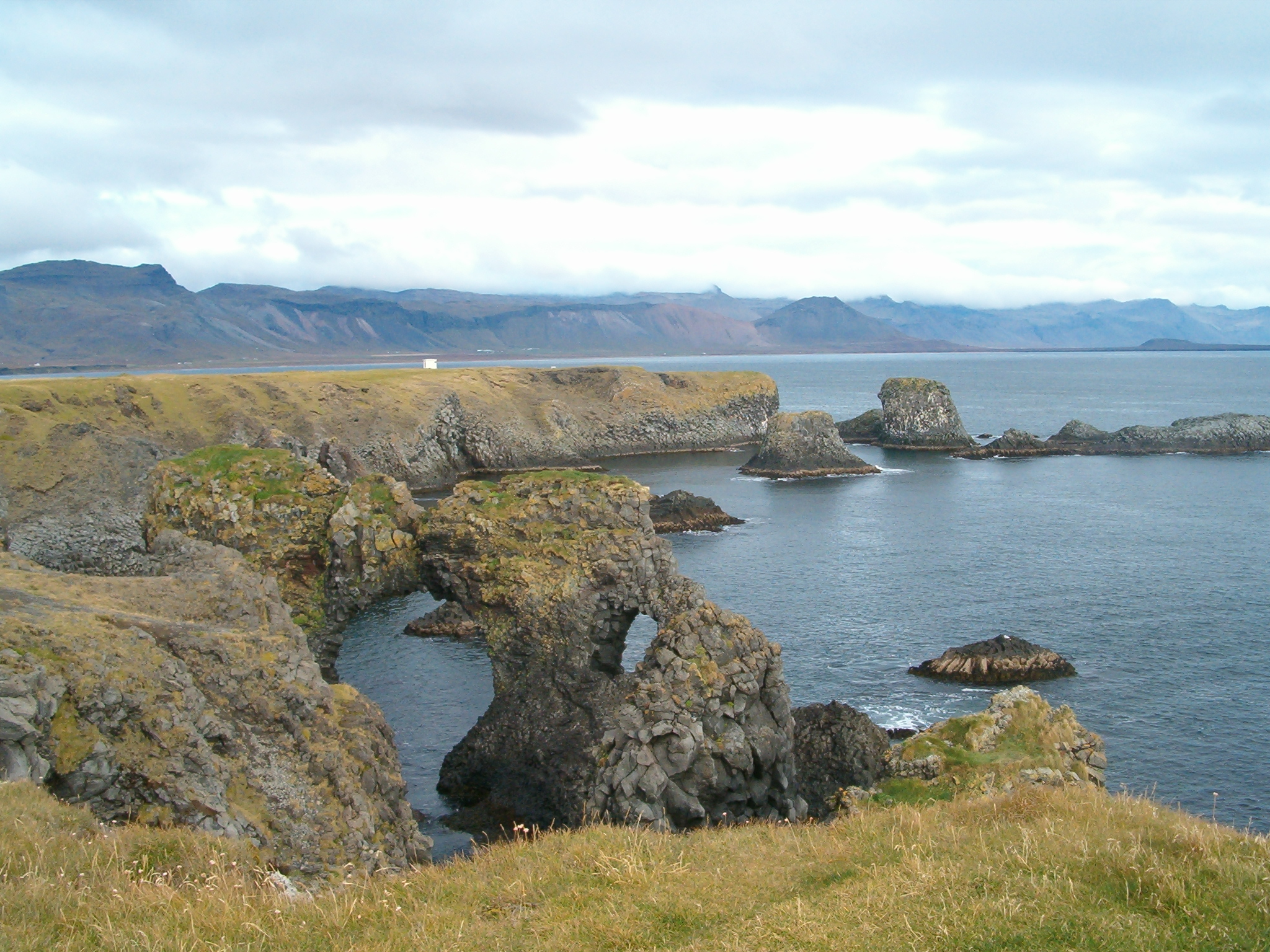
Küste vor Arnarstapi

Arnarstapi liegt auf der Südseite des Vulkans Snæfellsjökull und verfügt über eine auffallend erodierte schwarze Steilküste mit Höhlen und Felsentoren. Diese sieht man besonders gut auf einer etwa 3 km langen Wanderung in den Nachbarort Hellnar.
Das Meer hat bei Arnarstapi die Basaltsäulen am Strand umgeformt und unterschiedlichste Buchten und Höhlen gebildet, die unter die Klippen hineinreichen. Einige dieser Höhlen sind oben offen und bei Sturm und hohem Wellengang schäumt es aus diesen herauf. 
Felssäulen, ehemalige Lavakanäle und Reste von Kratern stehen im Meer und dienen den zahlreichen Seevögeln als Nistplätze. Vor allem findet man hier Mantelmöwen, Dreizehenmöwen und Eissturmvögel. Auch nisten hier viele Küstenseeschwalben.

## Geschichte
Schon seit dem Mittelalter befand sich hier ein bedeutender Fischereiplatz, zumal Arnarstapi über etliche geschützte Landeplätze für Ruderboote verfügte.
In früheren Zeiten wohnten mehr Leute in Arnarstapi, 147 Einwohner zählte der Ort 1707. Sie verteilten sich auf 28 Bauernhöfe und Katen.
Der Ort gehörte während des dänischen Handelsmonopols zu den dänischen Handelsplätzen, denen bestimmte Höfe zugeteilt waren. Außerdem hatten hier ab 1565 hohe dänische Verwaltungsbeamte ihren Sitz.
Ab 1933, als das Zeitalter der Trawler in Snæfellsnes begann, baute man den Hafen aus. Anlieferungen erfolgten trotzdem noch lange Zeit nur über See.
Eine betonierte Schiffsbrücke entstand hier 1944 und zur selben Zeit baute man auch eine Straße hinunter zum Hafen.
Heute werden in der Gegend nur noch wenige Höfe bewirtschaftet, im Sommer geht man von hier aus auf Fischfang und nutzt den Tourismus als zusätzliche Einnahmequelle. Die zahlreichen Sommerhäuser gehören keineswegs nur Fremden, sondern hauptsächlich Saisonfischern, die im Sommer von hier aus zum Kabeljaufang aufbrechen.

## Persönlichkeiten
Zwei Dichter stammen aus diesem Ort.
Im 17. Jahrhundert lebte hier der Volksdichter Guðmundur Bergþórsson (um 1657–1705), dem man seiner Behinderung wegen den Beinamen das Krüppelchen gegeben hatte. Er war auffallend klein gewachsen. Guðmundur Bergþórsson hatte sich besonders auf die Balladendichtung (Rímur) spezialisiert. Um ihn ranken sich auch etliche Volkssagen, etwa die, dass er von einem Zwerg eine Salbe erhalten sollte, um ihn von seiner Behinderung zu erlösen. Allerdings durfte der Zwerg keinen anderen Menschen sehen als ihn. Ein neugieriger Bekannter störte jedoch die Verabredung und so blieb der Dichter behindert.
Arnarstapi ist auch der Geburtsort von Steingrímur Thorsteinsson (1831–1913). Steingrímur schrieb Lyrik, übersetzte aber auch viel. So stammt von ihm eine Übersetzung von Tausendundeine Nacht ins Isländische. Er übersetzte Märchen von Hans Christian Andersen, aber auch aus dem Deutschen, z. B. die Ballade Lorelei von Heinrich Heine. Er arbeitete als Lehrer und war ab 1904 Direktor der höheren Schule Menntaskólinn í Reykjavík.
Am Meer steht eine Statue von Ragnar Kjartansson, die die Sagenfigur Bárður Snæfellsás darstellt.